# Guipúzcoa
Guipúzcoa (baskisk: Gipuzkoa) er en provins beliggende i regionen Baskerlandet i Spanien.
Provinsen har et areal på 1.980km² og det gør provinsen til den mindste i Spanien. Der lever i provinsen omkring 682.977 (opdateret 2002), og omkring en fjerdedel af dem lever i hovedstaden San Sebastián.
- Wikimedia Commons har flere filer relateret til Guipúzcoa

43°10′N 2°10′V / 43.17°N 2.17°V